# Körperhaltung

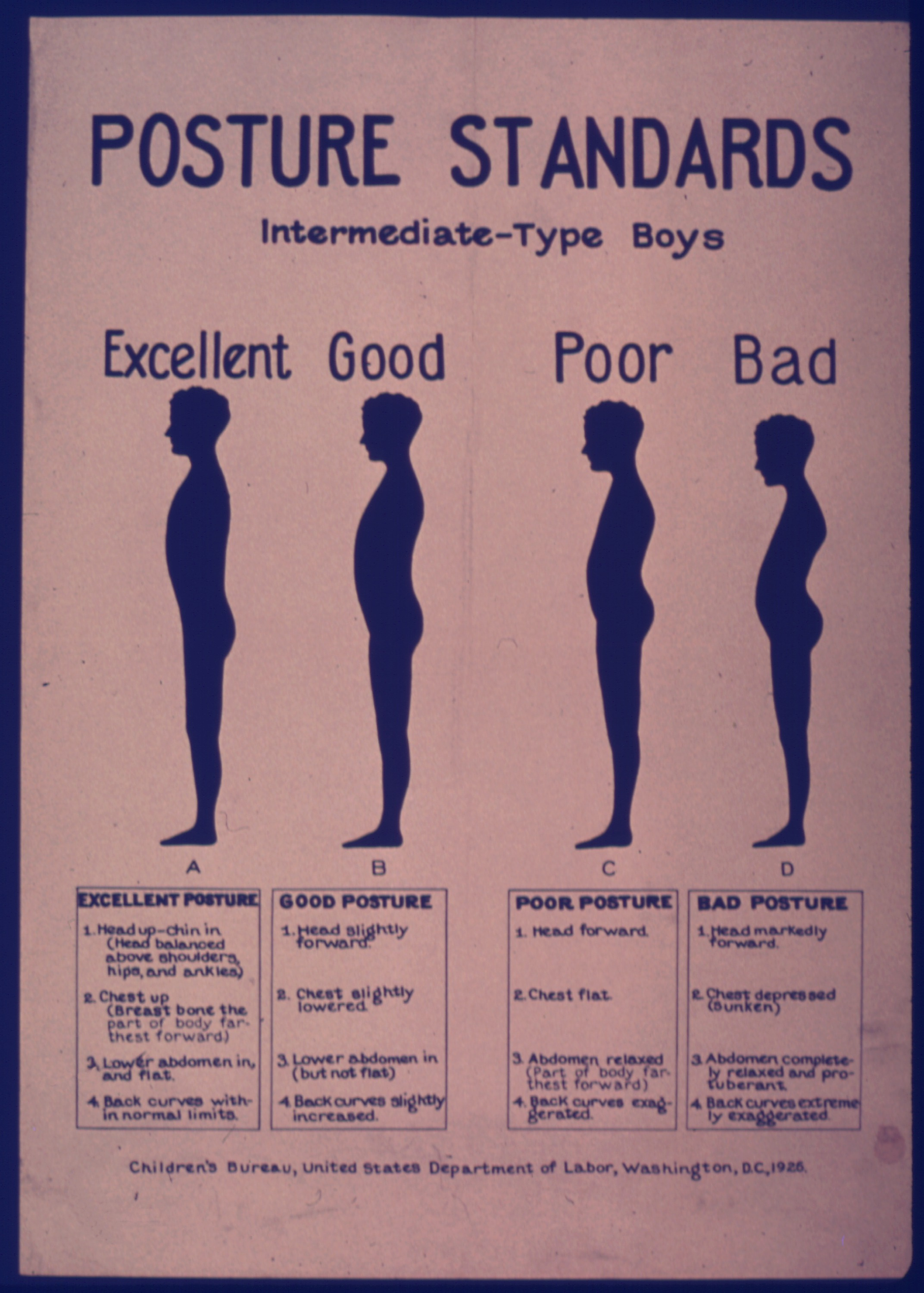
Beispiele gesunder und ungesunder Körperhaltung des Menschen

Die Körperhaltung ist die durch das Zusammenwirken von Muskeln, Bändern und Knochen bedingte Stellung des menschlichen Körpers.
Die Erforschung und Analyse einer gesunden Körperhaltung ist Gegenstand der Orthopädie und der Ergonomie, ihre Einübung Aufgabe der Physiotherapie und von Methoden der Gymnastik und des Yoga.

## Entwicklungsgeschichte
Bereits im 18. Jahrhundert wurde die Körperhaltung problematisiert und die ersten medizinischen Dissertationen zur positiven Wirkung des Reitens auf die Rückenmuskulatur und die Körperhaltung verfasst. Michael Argyle unterscheidet in seinen sozialpsychologischen Texten drei Grundhaltungen des Körpers: Stehen, Sitzen/Hocken/Knien und Liegen. Diese sind mit einer Vielfalt von Arm- und Beinbewegungen kombinierbar (vgl. Argyle, 1979). Sowohl in der Entwicklungsgeschichte der Tiere, als auch im Lebenszyklus des einzelnen Menschen haben sich daraus entsprechende Fortbewegungsformen entwickelt.

## Körpersprache
Die Körperhaltung und die räumliche Beziehung zwischen Personen können unter anderem Ausdruck für Intimität, Zuneigung, Status und Macht zweier Akteure sein. Körperhaltung und räumliche Distanz stehen in direkter Verbindung miteinander und drücken gemeinsam die Absichten der Gesprächspartner aus – Körperbewegungen sind oft unbewusste Bewegungen.

## Medizin
In der Medizin werden zunehmend Zusammenhänge zwischen ungünstigen Körperhaltungen und Störungen am Bewegungsapparat erkannt (Beckenschiefstand, Rückenschmerzen, Nackenschmerzen, Knirschen der Zähne, Kopfschmerzen). Die Körperhaltung wird negativ beeinflusst durch fehlende Bewegung, Stress und daraus folgenden Muskelverspannungen. Messmethoden zur Feststellung von Haltungsschäden werden als Posturografie bezeichnet.
Beispielsweise bei lang anhaltender Tätigkeit in hockender Stellung ist eine Lähmung des Nervus peroneus communis eine nicht selten auftretende medizinische Komplikation. Auch gesundheitliche Störungen durch viele Stunden Sitzen pro Tag sind bekannt.
Für einen Zusammenhang zwischen einer bestimmten („schlechten“) Körperhaltung und langfristigen Schmerzen fehlt allerdings medizinische Evidenz. In der Physiotherapie werden wechselnde Positionen empfohlen und Wert auf Übungen zur Dehnung und Muskelkräftigung gelegt.